# 薔薇公主之吻
《薔薇公主之吻》（日语：薔薇嬢のキス）是日本漫畫家硝音綾的作品，连载于角川書店发行的《月刊Asuka》，臺灣和香港由台灣角川代理發行。

## 劇情簡介
《薔薇少女之吻》以童話《睡美人》作為藍本，描述 16 歲的女主角八麻本雅妮絲，與校園中的各「騎士」們所發生的種種事情。

## 主要登場人物
八麻本雅妮絲（CV：平野绫）
本作的女主角─薔薇公主，高中一年級，是一個擁有「想和完美男性交往」的純情少女。因為不小心用丟脖子上的項圈導致與四騎士們相遇並定下契約。不喜歡太過顯眼。個性活潑開朗。原本不受薔薇騎士中─無月(黑薔薇)的認同，但經一番努力，讓薔薇騎士受到了認同。與「來生靖人」的關係十分要好，在靖人被封印吞噬後(其實並沒有被吞噬，封印另一邊是香港)心情十分低落，後來也因為楓(紅薔薇)的開導後回復了。和天上光琉(白薔薇)有血緣關係。
緋賀楓（CV：中村悠一）
本作的男主角之一，雅妮絲的同班同學，四騎士中的紅薔薇。運動神經非常好，但曾在運動會上輸給雅妮絲。表面看似不受歡迎，其實受許多女生愛慕。十分關心雅妮絲，在雅妮絲還沒成為薔薇公主之前就喜歡她。和晴嵐(藍薔薇)是小時候的玩伴，之後知道晴嵐其實是「結社的人造人」，且記憶都是捏造的，對這點十分難過。
擅長攻擊，武器是武士刀，最後一個和雅妮絲覺醒的人。於32話和雅妮絲接吻，進行了第一、二階的覺醒，40話在雅妮絲召喚楓時，意外的和雅妮絲接吻，並坦承對雅妮絲的心意。
天上光琉（CV：神谷浩史）
本作的男主角之一，三年級，四騎士中的白薔薇。因為長相太過帥氣，常常被女生們圍住。對雅妮絲十分熱情，在帥氣溫柔的外表下個性意外的十分搞笑(自戀)。是四騎士中最有錢的。無月是光琉的第一位朋友，但被說「你和無月是朋友啊!」就會石化46秒。擅長防禦、治療，第一個和雅妮絲覺醒的人。似乎是M體質，被雅妮絲打了心情會變好
藏間 無月（CV：津田健次郎）
本作男主角之一，二年級，四騎士中的黑薔薇。眼神十分嚇人，有「傳言中的恐怖之人」之稱，還被認為是秋葉原的宅男。其實個性十分溫柔(尤其對雅妮絲)，心思也出乎意料的細膩。和雅妮絲訂下「真正的契約」，恢復了一點記憶，想起自己將親哥哥─悠克特(灰薔薇)給親手殺死。
後來為了尋找「最後的記憶」，背叛薔薇公主。之後重返騎士隊伍，為了救自己的哥哥，與悠克特融為一體。擅長搜索，武器是線。第二個和雅妮絲覺醒的人。
淺木 晴嵐（CV：福山潤）
本作男主角之一，一年級，四騎士中的藍薔薇。有比女生還可愛的外表，經常受大家關注。溫柔可愛，十分喜歡雅妮絲。看似安靜，但其實十分活潑。人造人，是被組織製造出來封印活祭。薔薇契約中，只有紅白黑黃，並沒有藍色，但因黃薔薇被犧牲作為封印，所以製造出來色薔薇來代替黃薔薇。
和楓是小時候的玩伴，住在玫瑰花園裡(表面上是和爺爺奶奶住在一起，但都是捏造的。)，和大量書本住在一起，被命令融入人類的生活。擅長煉金術(科學)，第三個和雅妮絲覺醒的人。

## 贗品騎士/公主
來生靖人（CV：宫野真守）
200年前，原四薔薇騎士中的其中之一。艾拉的贗品薔薇騎士─黃薔薇。與雅妮絲是好友，也和史華茲(雅妮絲的爸爸)認識。喜歡雅妮絲，佔有慾十分強烈。曾想殺了楓，但後來被雅妮絲發現是薔薇騎士而阻止。身體內有"魔"的力量。為了保護雅妮絲而被吸入封印。13話證實靖人並沒有被吞噬，封印的另一端是在香港。
鈴村伊達爾
贗品騎士之一，橘薔薇。為了獲得不死和與夜香永遠在一起的力量，自願成為薔薇騎士的實驗品。29話與雅妮絲訂下臨時契約，並和獨自抵抗悠克特控制的人群，隨後將橙色薔薇騎士卡片給撕毀。能發出具有攻擊性的音波。似乎喜歡雅妮絲(從撕毀卡片來判斷)。因為和夜香的牽絆太深，導致艾拉無法介入。
蓮崎夜香
贗品騎士之一，綠薔薇。為了獲得不死和與伊達爾永遠在一起的力量，自願成為薔薇騎士的實驗品。因為身體內的力量暴走而陷入昏迷。能發出具有催眠效果的香氣。可能對雅妮絲有好感。因為和伊達爾的牽絆太深，導致艾拉無法介入。
悠克特
艾拉的贗品騎士之一，灰薔薇。無月的哥哥。雖被無月殺死過，但靠著右眼重生。想要復興黑暗一族，後來失敗，要求無月殺死自己。但無月並沒有殺他，反讓自己與悠克特融為一體。能控制人群。
藤宮史電
艾拉的贗品騎士之一，紫薔薇。深愛著艾拉，常在艾拉的左右保護她。能控制水。
贗品薔薇公主-柊美影(艾拉)
和雅妮絲是同班同學，初登場於17話。手上有金、銀、灰、紫4張贗品薔薇騎士卡片。武器是鐮刀。和晴嵐一樣是人造人。喜歡雅妮絲並在死前與她接吻過

## 其他人物
尼奴法（CV；岡本信彥）
守護獸，從薔薇契約最古老開始，一直守護著卡片。
鳴海樹史
對薔薇契約十分了解。與史華茲似乎有甚麼複雜的關係，過去在結社曾是史華茲的學生。

## 用語
- 薔薇契約：在很久以前，當時的世紀是個煉金術和魔法都還未失去的時代，契約及其盟證都是為了對抗某個目的而創建出來的，直到再度復活的時刻來臨前一直被封印著。其目的是為了不讓魔神的封印遭到破壞。

- 薔薇公主：薔薇契約的使用者，身體內有支配者的血液。能夠通過薔薇契約支配薔薇騎士，擁有絕對的支配權力。無論何時何地，都可以通過卡片召喚騎士到自己的身邊。

- 薔薇騎士：薔薇公主的守護者，不能違抗支配者的命令。 200年前的薔薇騎士分別為：紅、白、黃、黑。但為了封印魔神，將黃薔薇作為活祭犧牲掉了。故這一代的薔薇騎士為：紅、白、黑、藍。每個騎士有自己的特殊能力。

- 真正契約：締結真正的契約之後，騎士在行使力量時能夠減少使用支配者的血，提高效率。支配也更加完全。

- 臨時契約：在四個騎士未全部到齊的情況下，可與其他騎士進行臨時契約，但要付出比真正的薔薇騎士更多的血，是古老的魔法。 （八麻本雅妮絲在四個騎士全部到齊的情況下，與橘薔薇締結臨時契約。）

- 覺醒：第一覺醒是薔薇騎士最終覺醒的第一階段，覺醒一共三個階段，第一覺醒、第二覺醒、第三覺醒。最終覺醒只有一位薔薇騎士，支配者與其以彼此的血互相結合。 科學說法：血婚。尼奴法式說明：就是支配者和其中一位薔薇騎士恩恩愛愛，薔薇騎士就會很開心。

- 贗品騎士：又稱“仿製騎士”或者“複製騎士”。是史華茲藉由人工技術被賦於異能魔力被創造出來的騎士。薔薇騎士的複製品，只要能打倒真正的薔薇騎士就能更接近真正的騎士，或者更超越騎士的存在。分別是：橘薔薇鈴村伊達爾、綠薔薇蓮崎夜香、灰薔薇悠克特、紫薔薇藤宮史電、銀薔薇八麻本史瓦茲、金薔薇來生靖人。

- 贗品公主：偽薔薇公主，由史華茲製造出來的人造人。

- 結社：是由掌管白薔薇的天極教會的上極組織。結社長期研究薔薇契約，並控制雅妮絲的母親產下薔薇公主。結社的目的是解開薔薇契約，把黑薔薇身體做為容器，將魔神之力納為已有。

- 麗莎之館：天上院家最內部的研究設施。是結社研究生化人的樞據點，“贗品騎士”的生產工場。

## 廣播劇
在2011年內推出兩張廣播劇CD，分別在8月26號和10月21號發售。聲優陣容十分華麗。

## 連結
- 廣播劇CD頁面
- 硝音あや的Twitter （页面存档备份，存于）